# Harry J. Collins

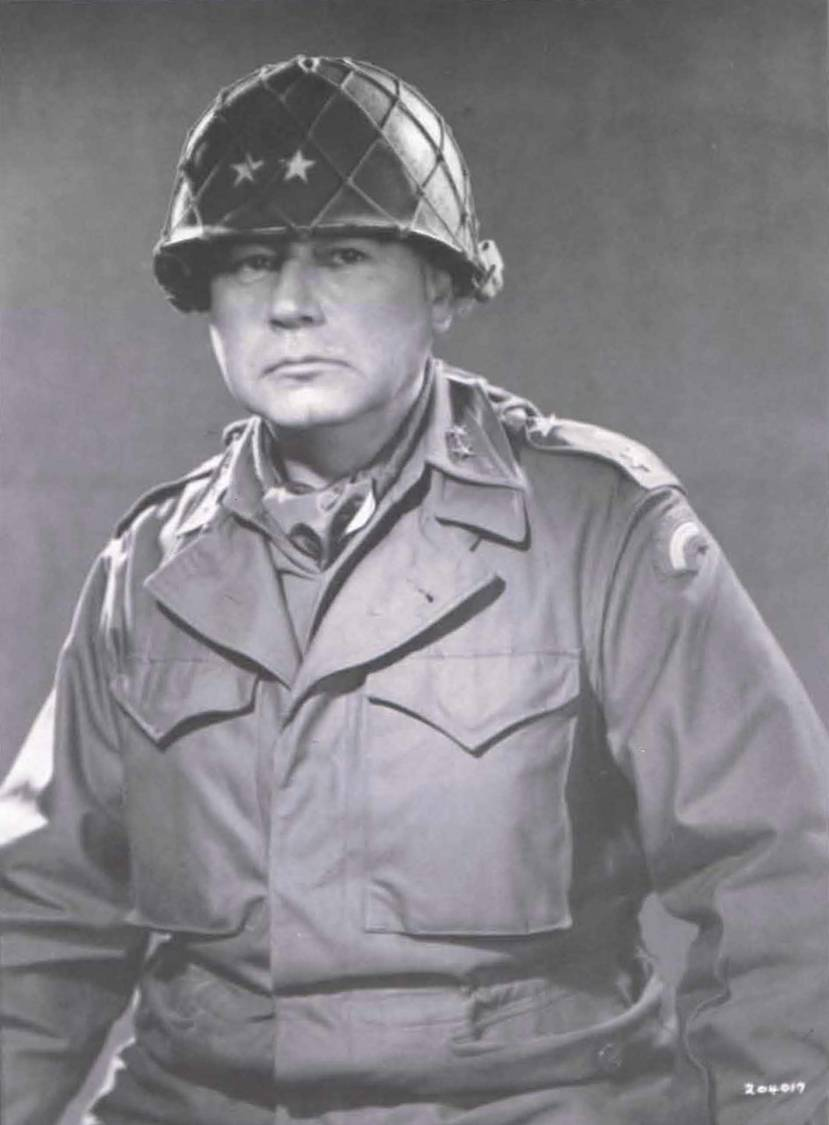
Harry J. Collins, 1945

Harry J. Collins (* 7. Dezember 1895 in Chicago, Illinois; † 8. März 1963 in Salzburg) war Generalmajor der US-Truppen in Österreich.

## Leben
Collins absolvierte 1917 die Western Military Academy in Alton und studierte an der University of Chicago. Danach begann er seinen Dienst in der United States Army im 3rd Infantry Regiment. Im Ersten Weltkrieg nahm er verschiedene Aufgaben in und außerhalb der USA wahr, hauptsächlich im Stab der Infanterieschule in Fort Benning.
Im Zweiten Weltkrieg wurde er im August 1942 zum stellvertretenden Kommandeur der 99th Infantry Division im Camp Van Dorn in Mississippi ernannt, wo sich während des Zweiten Weltkriegs auch ein großes Kriegsgefangenenlager befand. Im April 1943 übernahm er das Kommando über die 42nd Infantry Division, die berühmte Rainbow Division, in Camp Gruber in Oklahoma. Im Dezember 1944 nahm diese Division in Frankreich an der Ardennenoffensive teil. Seine Division war ebenso an der Befreiung des Konzentrationslagers Dachau beteiligt. Er setzte sich in bemerkenswerter Weise für die Überlebenden des KZs ein.
An der bisweilen behaupteten Befreiung Salzburgs durch die Rainbow-Division – und einem entsprechenden Verdienst Collins – war diese Einheit nicht beteiligt. Vielmehr hat das XV Corps der 7. US-Armee unter Generalmajor Wade Haislip am 2. Mai 1945 den Befehl erhalten, auf Salzburg vorzustoßen. Den Hauptstoß gegen Salzburg führten die 3rd Infantry Division (Brigadegeneral Robert Nicholas Young) und das 106th Cavalry Regiment (Major Joseph McCarthy) durch. Die Stadt selbst konnte aufgrund der mutigen Initiative von Oberst Hans Lepperdinger am 4. Mai 1945 kampflos übergeben werden, während im Land Salzburg durchaus schwierige Situationen auftraten (Hermann Göring hatte sich auf Schloss Fischhorn bei Bruck zurückgezogen, das Oberkommando der deutschen Luftwaffe war in Thumersbach, bei Weißbach am Hirschbichl kam es noch bis zum 8. Mai 1945 zu Kampfhandlungen mit Angehörigen der Waffen-SS).
Nach dem „V-E-Day“, dem Tag des Sieges am 8. Mai 1945 über Nazi-Deutschland, hat sich die Rainbow-Division an der Befreiung des westlichen Österreichs beteiligt. Ab dem 23. August 1945 bis zum 13. Juli 1946 hat diese Division im Salzburger Land das Kommando übernommen.

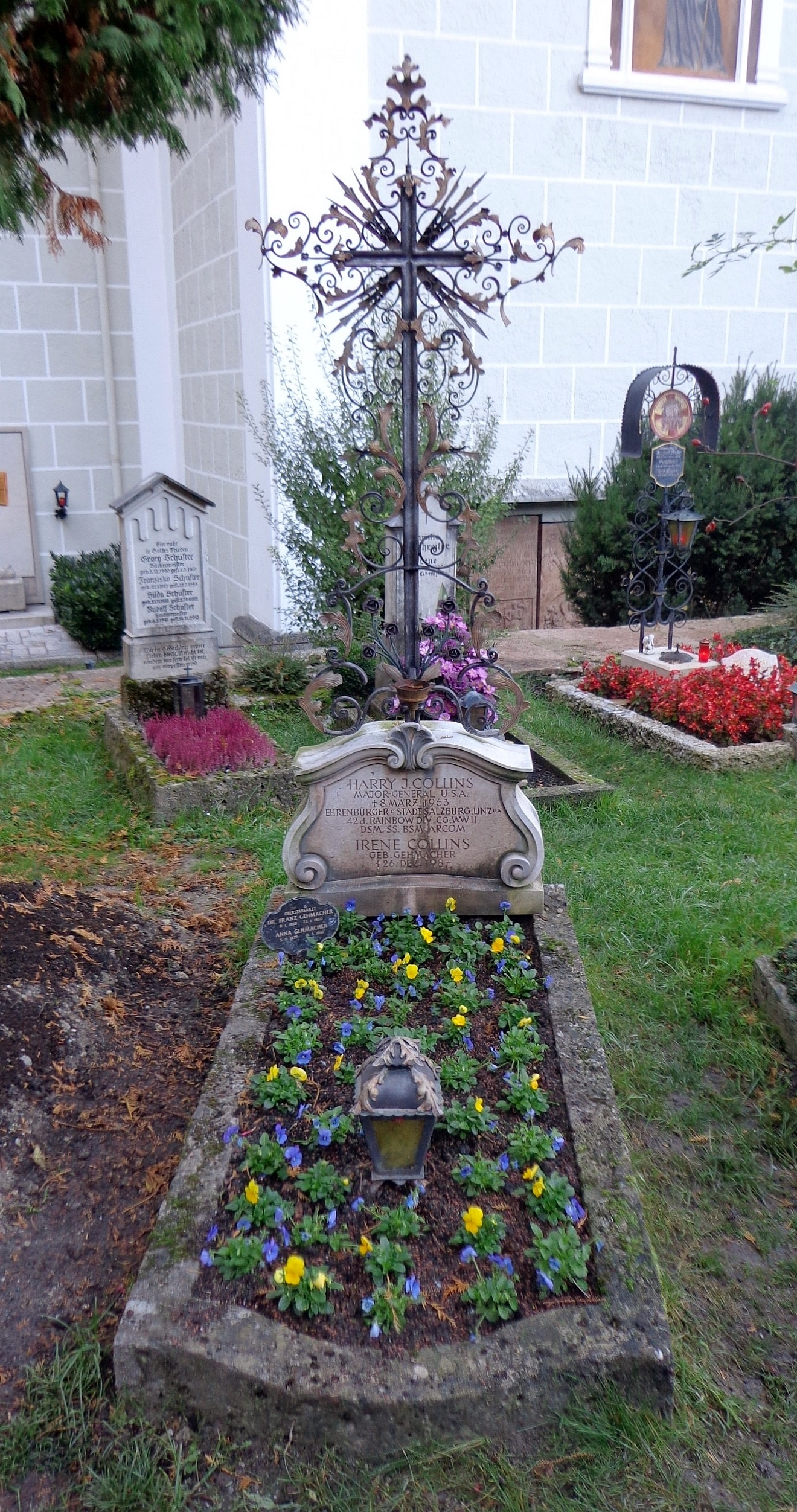
Grabmal von Harry J. Collins auf dem Petersfriedhof in Salzburg

Collins (Spitzname „Hollywood Harry“, da er sich u. a. des Öfteren in seinem Dienstauto, begleitet von einer Motorrad-Eskorte, durch Salzburg fahren ließ) war ab August 1945 Militärkommandant von Salzburg und von 1946 bis 1948 Militärgouverneur der US-Truppen in Österreich.
Seinem guten Ruf entgegen steht sein Verhalten rund um den Goldzug der ungarischen Juden. Collins orderte aus dem in der Zwischenzeit im Gewahrsam der Armee befindlichen Zug für seine Villa „Porzellan, Silberbesteck, Teppiche und Tischware“ in allerfeinster Qualität. Er musste sich nie dafür verantworten.
Im Juli 1948 wurde er zum Kommandeur der 2nd Infantry Division in Fort Lewis im Bundesstaat Washington berufen. Darauffolgend wurde er Kommandeur des New York-New Jersey Hauptquartiers in Fort Totten in New York. Im Januar erhielt er das Kommando über die 8th Infantry Division in Fort Jackson in South Carolina. Ein Jahr später wurde er Militärattaché in Moskau. Zurück in den USA übernahm er das Kommando über die 31st Infantry Division in Camp Atterbury in Indiana.
1954 zog er sich aus dem aktiven Dienst zurück und verbrachte seine Zeit weitgehend in Salzburg, wobei er im Hotel Österreichischen Hof (heute Hotel Sacher Salzburg) lebte. Er hatte am 20. Oktober 1949 in Kalifornien die Salzburgerin Irene Gehmacher, Tochter des ehemaligen Oberstabsarztes Franz und seiner Frau Anna Gehmacher, geheiratet. Er ist mit seiner Frau im Friedhof von St. Peter begraben.

## Humanitäre Verdienste
Als US-Militärgouverneur im Westen Österreichs war er auch für das Kriegsgefangenenlager Mauerkirchen verantwortlich, in welchem 130 000 deutsche Soldaten (hauptsächlich von der Ostfront und der Deutschen Balkan-Armee) und 30 000 deutsche Frauen inhaftiert waren. Durch seine Überzeugungskraft konnte er dieses Lager managen, obwohl es ohne Stacheldraht und ohne Wachmannschaften geführt werden musste. Collins konnte nach zehn Tagen 30 000 Frauen und vermutlich ebenso viele Soldaten mit Entlassungspapieren ausstatten, weitere Entlassungen wurden ihm allerdings durch General Dwight D. Eisenhower untersagt, der auf eine Auslieferung der Soldaten an die Sowjetunion bestand. Von diesen hatten bei der Rückholaktion durch Konrad Adenauer 1955 95 % den Lageraufenthalt in der Sowjetunion nicht überstanden.
Die von Collins befehligte Rainbow-Division hat sich rasch das Vertrauen der Salzburger Bevölkerung erworben und sich für die Beseitigung von Mängeln in der Nahrungs-, Heiz- und Konsummittelzuweisung eingesetzt. Im Sommer 1945 wurde in Zell am See mit dem Aufbau der eigenen „Rainbow University“ begonnen. Offiziere und Spezialisten der Division entwarfen einen Lehrplan und schon im Herbst begann im Grand Hotel, direkt am See, der Unterricht der junge Soldaten weiterbilden und für die Heimkehr besser vorbereiten sollte. Der Unterricht dauerte bis 1948.
Collins unterstützte auch die Trapp-Familie bei der Gründung der Hilfsorganisation Trapp Family Austrian Relief Inc.

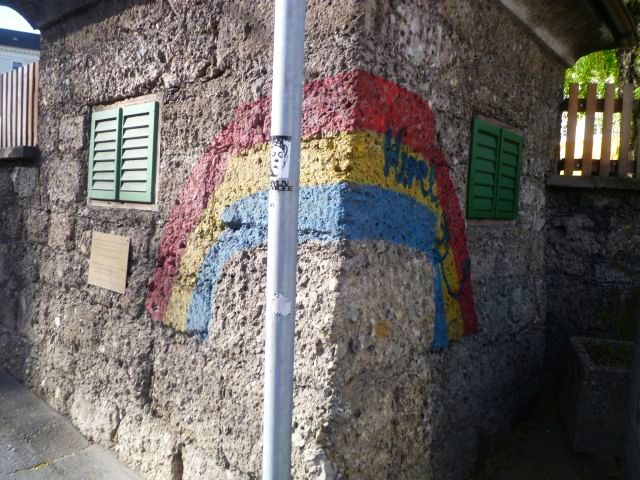
Symbol der Rainbow Division in Salzburg am Rudolfskai

 Das Zeichen dieser Division, der Regenbogen, befindet sich noch an einigen Stellen in Stadt und Land Salzburg (z. B. am Kniepass in Unken oder den Lamprechtsöfen bei Weißbach).

## Ehrungen
- Ehrenbürger von Salzburg (Verleihung am 1. Februar 1946)[4]
- Ehrenbürger aller Flachgauer Gemeinden (1946)[5]
- Ehrenbürger von St. Johann im Pongau
- Ehrenbürger von Linz

## Militärische Auszeichnungen
- Distinguished Service Medal
- Silver Star
- Bronze Star
- Ritter der Ehrenlegion (Frankreich)
- Croix de guerre mit Palme (Frankreich)
- Orden der Krone von Italien